# Seznam zápasů indonéské fotbalové reprezentace na MS
Indonéská fotbalová reprezentace byla celkem 1x na mistrovstvích světa ve fotbale a to v roce 1938.
- Aktualizace po MS 1938 - Počet utkání - 1 - Vítězství - 0x - Remízy - 0x - Prohry - 1x

| Číslo | Soupeř   | Výsledek | MS      | Fáze turnaje | Góly Indonésie |
| ----- | -------- | -------- | ------- | ------------ | -------------- |
| 4.    | Maďarsko | 0 – 6    | MS 1938 | první kolo   |                |